# Inari (Gemeinde)
Inari [ˈinɑri] (nordsamisch Anár, inarisamisch Aanaar, skoltsamisch Aanar, schwedisch Enare) ist eine Gemeinde im finnischen Teil Lapplands. Sie liegt am See Inarijärvi und hat 7047 Einwohner (Stand 31. Dezember 2022) auf einer Fläche von etwa 17.300 Quadratkilometern. Ein großer Teil des Gemeindegebietes besteht aus menschenleerer Wildnis. Verwaltungssitz der Gemeinde Inari ist der Ort Ivalo. Die samische Kultur ist in Inari, dessen Bevölkerung zu 30 Prozent aus Angehörigen dieses indigenen Volkes besteht, stark präsent. Neben der traditionellen Rentierzucht und Forstwirtschaft ist heute der Tourismus, vor allem dank des Wintersportorts Saariselkä, zum Haupterwerbszweig der Gemeinde geworden.

## Geografie

### Lage und Ausdehnung
Inari liegt im Norden der finnischen Landschaft Lappland circa 250 Kilometer nördlich des Polarkreises und ca. 250 Kilometer südlich vom Nordkap. Inari hat eine extrem ausgedehnte Gemarkung: Mit 17.334 km² umfasst die flächenmäßig größte Gemeinde Finnlands fünf Prozent der gesamten Landesfläche und ist damit etwas größer als etwa das deutsche Bundesland Thüringen. Ein Großteil des Gemeindegebietes besteht dabei aus unbewohnter Wildnis. Bei weniger als 7000 Einwohnern ergibt sich so eine Bevölkerungsdichte von 0,46 Einwohnern pro Quadratkilometer.
Nachbargemeinden von Inari sind Utsjoki im Norden, Sodankylä im Süden, Kittilä im Südwesten und Enontekiö im Westen. Im Nordwesten und Nordosten grenzt Inari an Norwegen (Kommunen Karasjok und Kautokeino im Nordwesten sowie Sør-Varanger im Nordosten) und im Osten an Russland (Rajon Petschenga).

### Ortschaften
Verwaltungssitz der Gemeinde Inari ist Ivalo. Etwa die Hälfte der Gemeindebevölkerung lebt in dem am Fluss Ivalojoki südlich des Inarijärvi gelegenen Ort. Das namensgebende Kirchdorf Inari hat dagegen nur etwa 450 Einwohner. Es befindet sich am Westende des Inarijärvi. Die restliche Bevölkerung verteilt sich auf eine Reihe kleiner und teilweise sehr abgelegener Dörfer im Gemeindegebiet.
Die Dörfer von Inari (Einwohnerzahlen vom 31. Dezember 2005 in Klammern):
| - Akujärvi (157) - Akujärvi, übriger Teil (26) - Angeli-Pyhäjärvi-Koiraoja (86) - Inari (459) - Inari, Umgebung (310) - Ivalo (3.379) - Ivalo, Umgebung (157) - Kaamanen (192) - Keväjärvi (185) - Koppelo (217) - Kuttura (21) | - Lisma (15) - Menesjärvi-Lemmenjoki (138) - Nellim (194) - Partakko (75) - Riutula-Kettukoski-Tirro (82) - Saariselkä (311) - Sevettijärvi-Näätämö (238) - Törmänen (351) - Törmänen, Umgebung (274) - Ukonjärvi (21) - Veskoniemi (71) |

### Landschaft und Natur

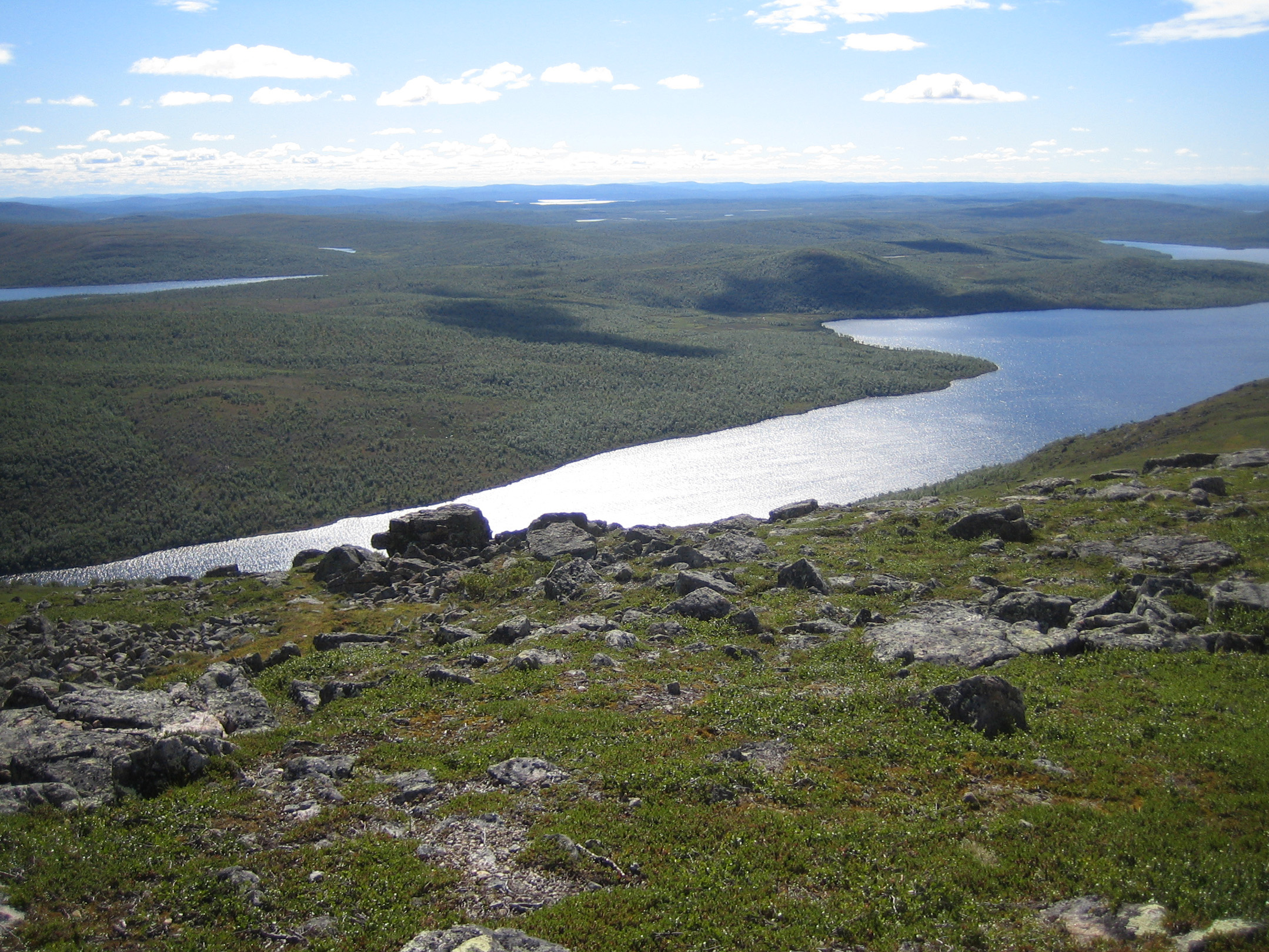
Fjell-Vegetation im Muotkatunturi-Wildnisgebiet

Landschaftlich gehört Inari zum Großraum Lappland. Größtenteils gehört das Gemeindegebiet zu Wald-Lappland, in dem noch Kiefern und Fichten vorkommen. Höhere Lagen sind baumfrei und werden nur von Flechten bedeckt. Kiefer und Fichte erreichen in Inari die Grenze ihres Verbreitungsgebietes, nördlich davon beginnt der Landschaftstyp Fjell-Lapplands, wo Tundra-artige Vegetation vorherrscht und in niedrigen Lagen nur noch gedrungene Birken wachsen. Aus der größtenteils eher flachen Umgebung erheben sich vereinzelte Fjells (tunturi), deren höchster der Viipustunturi mit 599 m ist. 72,2 % der Fläche Inaris stehen unter Naturschutz unterschiedlichen Grades. Im Gebiet der Gemeinde befindet sich der Großteil des Nationalpark LemmenjokiNationalparks Lemmenjoki, mit 2850 km² der größte Finnlands, ein kleiner Teil des Nationalparks Urho Kekkonen sowie die Wildnisgebiete Hammastunturi, Kaldoaivi, Muotkatunturi, Paistunturi, Tsarmitunturi und Vätsäri. In der Wildnis von Inari leben verschiedene wilde Tiere, darunter Elche, Bären, Vielfraße, Wölfe und Steinadler. Die allenthalben anzutreffenden Rentiere sind halbdomestizierte Nutztiere.

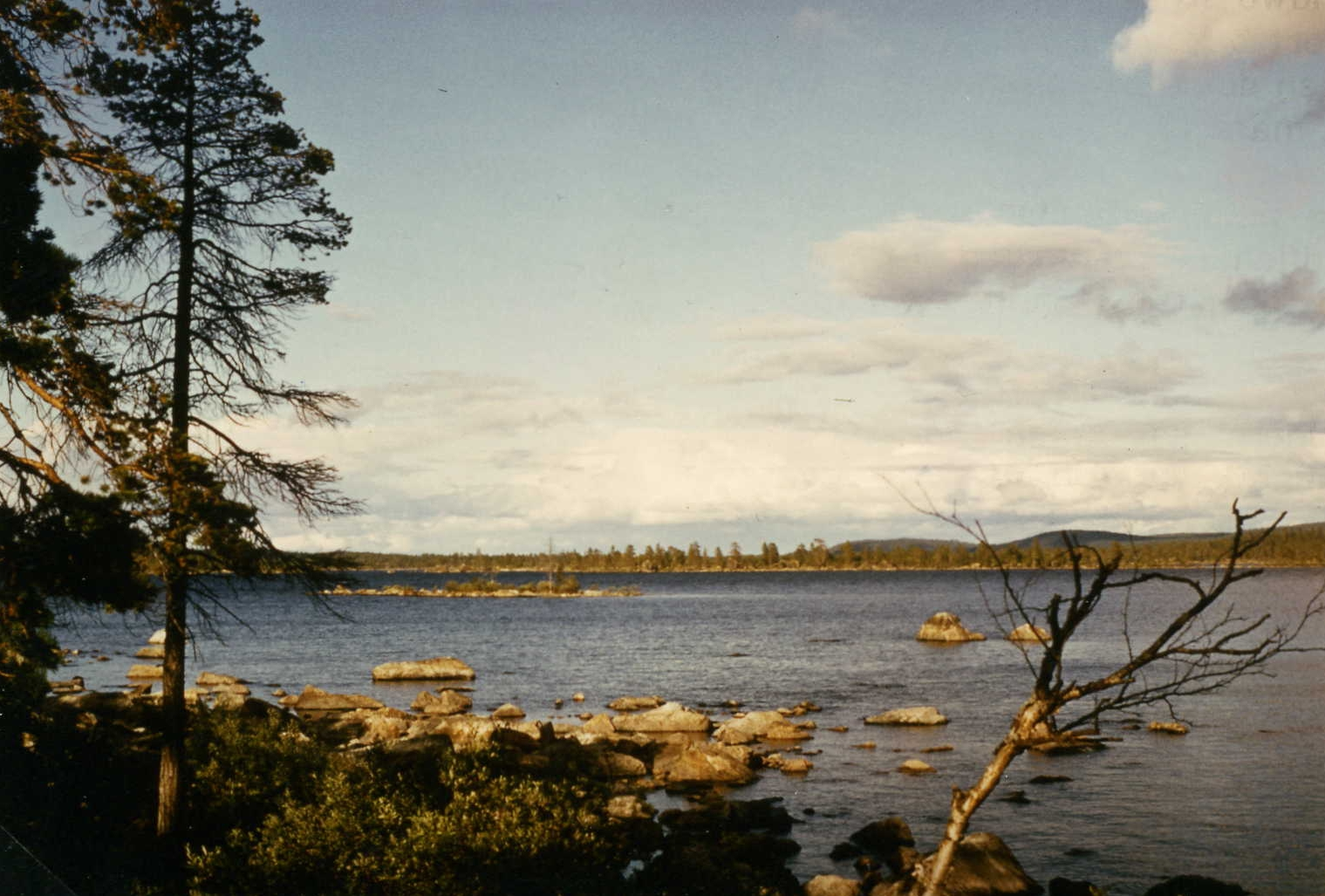
Am Inarijärvi

2129 km², das sind zwölf Prozent des Gemeindegebiets, werden von Wasser bedeckt. Rund die Hälfte hiervon entfällt auf den Inarijärvi. Mit einer Fläche von 1041 km² (fast das Doppelte des Bodensees) ist er der drittgrößte See Finnlands. Er liegt in einer Senke und ist bis zu 92 Meter tief. Die Küstenlinie des Sees mit seinen über 3000 Inseln ist stark zergliedert. Andere nennenswerte Seen sind der Mutusjärvi, Paatari und Patujärvi. Die übrigen Seen sind oftmals sehr klein. Im Norden von Inari wird mit durchschnittlich zehn Seen bzw. Teichen pro Quadratkilometer die höchste Seendichte Finnlands erreicht. Durch das Gemeindegebiet von Inari fließen eine Reihe größerer Flüsse. Die Flüsse Ivalojoki, Lemmenjoki, Vaskojoki und Juutuanjoki münden in den Inarijärvi, der wiederum durch den norwegisch-russischen Grenzfluss Paatsjoki ins Eismeer entwässert wird. Der finnisch-norwegische Grenzfluss Inarijoki dagegen fließt in den Tenojoki (Tanaelva).

### Klima

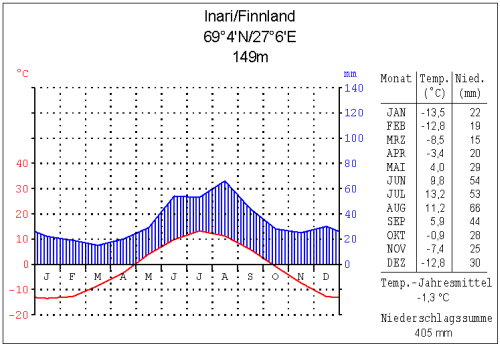
Klimadiagramm Inari

Das Klima in Inari ist kaltgemäßigt und wie allgemein in Finnisch-Lappland recht kontinental geprägt. Der Jahresniederschlag Inaris gehört mit 405 mm zu den geringsten Finnlands, was aber durch die geringe Verdunstung aufgrund der kühlen Temperaturen kompensiert wird. Die Jahresdurchschnittstemperatur beträgt −1,3 °C (zum Vergleich: Helsinki ca. +5 °C, Berlin ca. +9 °C). Der wärmste Monat ist der Juli mit einer mittleren Durchschnittstemperatur von 13,2 °C, der kälteste der Januar mit −13,5 °C. Der thermische Sommer dauert von Mitte Juni bis Ende August. Im kurzen Sommer können die Temperaturen aber durchaus hoch steigen. So wurden die Jahreshöchsttemperaturen Finnlands zuletzt 2000, 2004 und 2005 mit jeweils um die 30 °C im Dorf Sevettijärvi in Inari gemessen. Die Winter sind lang und kalt – Tiefsttemperaturen von unter −40 °C sind keine Seltenheit. Eine bleibende Schneedecke herrscht meist zwischen Ende Oktober und Mitte-Ende Mai. Die Uferbereiche des Inarijärvi vereisen meist Ende Oktober, die offenen Flächen einen Monat später. Das Eis schmilzt meist erst Anfang Juni.
Durch seine Lage ca. 250 km nördlich des Polarkreises herrschen in Inari extreme jahreszeitliche Unterschiede in der Sonnenscheindauer: In Ivalo scheint zwischen 24. Mai und 21. Juli die Mitternachtssonne. Entsprechend herrscht zwischen 4. Dezember und 8. Januar die Polarnacht (kaamos).

## Geschichte

### Vorgeschichte
Nach dem Rückzug der Gletscher am Ende der letzten Eiszeit verbreitete sich die erste menschliche Besiedlung im Gebiet von Inari. Die ältesten Siedlungsspuren stammen aus der Zeit zwischen 8000 und 7000 v. Chr. Die ersten Siedler waren Angehörige der Komsa-Kultur, die von der Eismeerküste kamen. Später während der Steinzeit wanderte auch Bevölkerung aus Nordschweden und von der Weißmeerküste ein. Durch die Vermischung dieser steinzeitlichen Urbevölkerung und der ab dem 3. Jahrtausend v. Chr. einwandernden Finno-Ugrier entstand die samische Bevölkerung Lapplands, die in Inari bis ins 20. Jahrhundert vorherrschend blieb.
Die Kultur der in Inari indigenen Inarisamen unterschied sich von derjenigen der Samen Nordlapplands, da sie nicht von der Rentierzucht, sondern von Jagd und Fischerei lebten. Ihre Lebensweise war halbnomadisch: Die kalte Jahreszeit verbrachten sie in einem Winterdorf und machten Jagd auf die wilden Waldrentiere, im Sommer betrieben sie Fischerei und sammelten Beeren. Die Einwohner eines Winterdorfes bildeten eine Gemeinschaft, die das Nutzungsrecht an einem festgelegten Gebiet besaß. Im Fall von Inari entsprach das Gebiet des Dorfes etwa dem heutigen Gemeindegebiet. Im Winterdorf regelten die Samen auch ihre gerichtlichen Angelegenheiten. In Inari blieb diese samische Gerichtsbarkeit bis 1823 bestehen. Die Samen von Inari verfügten im Mittelalter über rege Handelskontakte zu den Pomoren an der russischen Weißmeerküste, den Birkarls an der Ostsee und den Häfen am Nordmeer, die von der Hanse angesteuert wurden.

### Schwedische und russische Zeit
Mit der Erschließung Lapplands im späten Mittelalter rückte auch Inari in den Blickpunkt Schwedens, Norwegens und Russlands. Die erste schriftliche Erwähnung Inaris stammt aus einer Urkunde des Moskauer Großfürsten Wassili III. über die Besteuerung Lapplands aus dem Jahr 1517. 1595 wurde die schwedisch-russische Grenze im Frieden von Teusina festgelegt und 1617 im Frieden von Stolbowo nochmals bestätigt. Sie verlief östlich des Inarijärvi unweit der heutigen Grenze. Praktisch blieb das Gebiet aber mehr oder weniger herrenlos, der staatliche Einfluss beschränkte sich im Wesentlichen auf das Eintreiben von Steuern. Inari wurde dabei bis 1751 sowohl von Schweden und Norwegen als auch von Russland besteuert. Im 16. Jahrhundert übernahmen die ersten Einwohner Inaris den christlichen Glauben. In einer schwedischen Steuerliste von 1570 tragen bereits sechs von 17 Steuerpflichtigen einen christlichen Namen. Endgültig setzte die Christianisierung Inaris im 17. Jahrhundert ein. Ab 1630 bekehrte der Pfarrer Johan Pictorius aus Kemi die Einwohner Inaris zum Christentum, 1646 wurde die erste Kirche in Pielpajärvi errichtet.
Ab dem 18. Jahrhundert begann die sesshafte Ackerbaukultur an die Stelle der halbnomadischen Lebensweise zu treten. Den ersten Bauernhof Inaris gründete um 1740 der Inarisame Johan Nilsson Aikio. Ab der Mitte des 18. Jahrhunderts ließen sich finnische Neusiedler im Dorf Kyrö, dem heutigen Ivalo, nieder. Als die Waldrentierbestände im 19. Jahrhundert durch die intensive Bejagung zurückzugehen begannen, nahm die Bedeutung der Viehzucht als Erwerbszweig zu. Zugleich versuchte der Staat, die Samen durch Steuerbegünstigungen dazu zu veranlassen, sesshaft zu werden. So entstanden vor allem ab 1830 in ganz Inari neue Bauernhöfe. Insgesamt wurden 121 Höfe gegründet, davon knapp drei Viertel durch Samen und über ein Viertel durch Finnen.
Als Schweden 1809 im Vertrag von Fredrikshamn das Gebiet des heutigen Finnland an Russland abtrat, wurde auch Inari zu einem Teil des neugegründeten Großfürstentums Finnland. Als 1852 die russisch-norwegische und 1889 die russisch-schwedische Grenze geschlossen wurden, konnten die Rentiernomaden Nordlapplands nicht mehr wie zuvor mit ihren Herden an die Eismeerküste ziehen und mussten ihre Weidegebiete nach Süden ins Binnenland verlegen. Hierdurch entstand auch in Inari eine Nordsamisch sprechende, Rentierzucht betreibende Bevölkerung. In der Folge übernahmen auch Inarisamen, die zuvor nur wenige Rentiere als Zugtiere gehalten hatten, und Finnen die Rentierzucht als Erwerbszweig.

### Seit der Unabhängigkeit
Mit der finnischen Unabhängigkeitserklärung wurde auch Inari 1917 Teil der unabhängigen Republik Finnland. Zu dieser Zeit stellten die Samen noch die Bevölkerungsmehrheit in Inari. Als aber 1920 rund 200 Samen der Spanischen Grippe zum Opfer fielen, kehrte sich das Mehrheitsverhältnis um. Im Frieden von Dorpat erhielt Finnland 1920 von Sowjetrussland das nordöstlich von Inari gelegene Gebiet von Petsamo (Petschenga) und damit einen Zugang zum Eismeer. 1931 wurde mit der Eismeerstraße von Rovaniemi über Ivalo zum Hafen Liinahamari eine durchgängige Straßenverbindung nach Petsamo geschaffen. Das Dorf Ivalo profitierte von seiner Lage an der Eismeerstraße und überflügelte bald das alte Kirchdorf Inari.

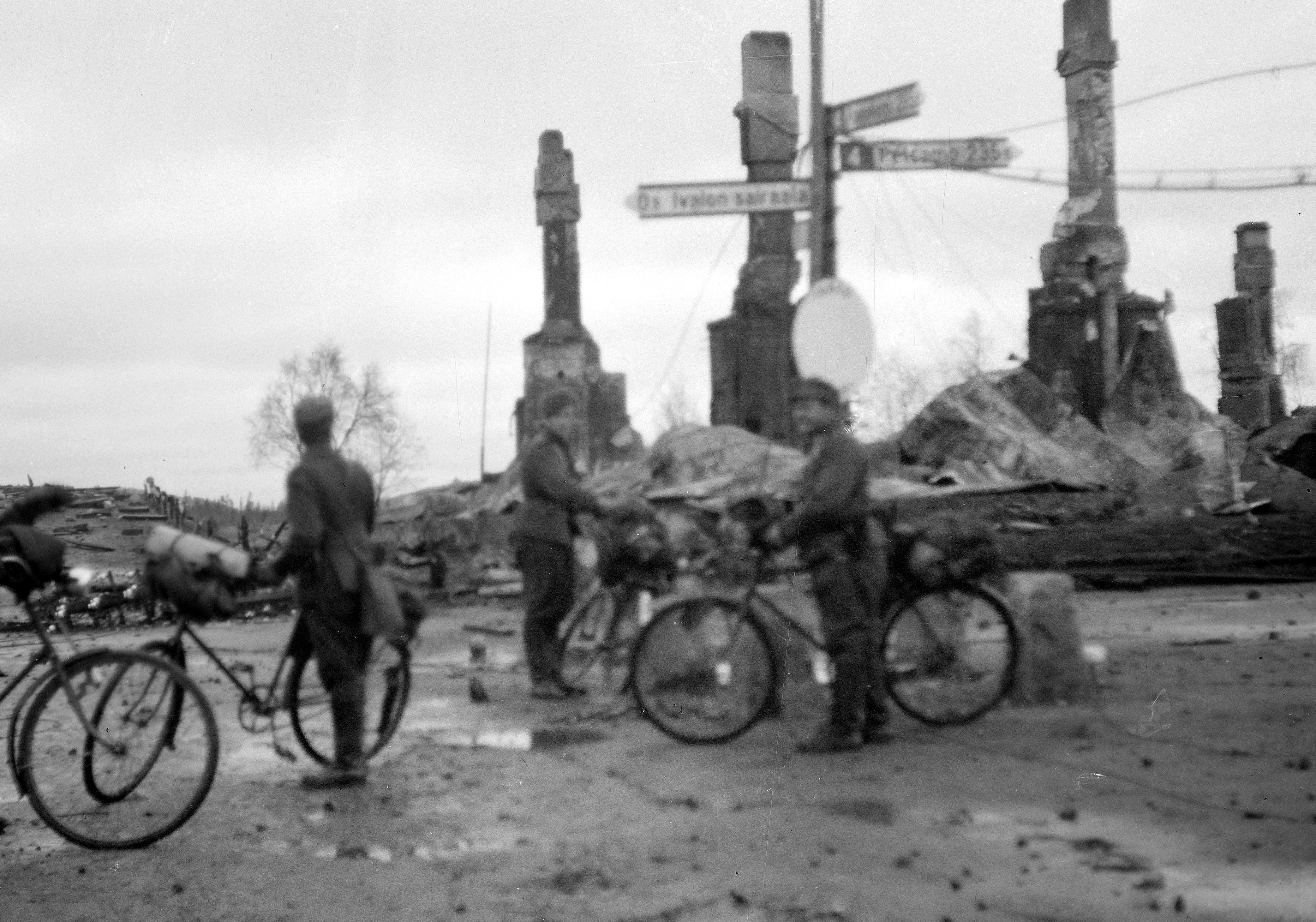
Das im Lapplandkrieg zerstörte Ivalo

Während des Fortsetzungskriegs von 1941 bis 1944, in dem Finnland in sogenannter Waffenbrüderschaft mit Deutschland gegen die Sowjetunion kämpfte, gehörte Enontekiö ebenso wie ganz Nordfinnland zum Operationsgebiet der Wehrmacht. Die Deutschen begannen im Süden von Inari die Ivalo-Schutzstellung zu errichten, die zusammen mit der Sturmbock-Stellung in Nordwestlappland die Eismeerhäfen im besetzten Norwegen und in Petsamo schützen sollte. Als Finnland am 4. September 1944 den Waffenstillstand von Moskau mit der Sowjetunion schloss, in dem es sich verpflichtete, die deutschen Truppen aus dem Land zu vertreiben, brach der finnisch-deutsche Lapplandkrieg aus. Die Zivilbevölkerung Lapplands musste binnen kurzer Zeit in Sicherheit gebracht werden. Die Bevölkerung Inaris wurde dabei nach Ylivieska in Nordösterbotten evakuiert. Die Wehrmachtstruppen mussten die noch nicht fertiggestellte Schutzstellung verlassen und zogen sich nach einem kurzen Gefecht zurück. Dabei wandten sie die Taktik der verbrannten Erde an und richteten auch in Inari Zerstörungen an.
Im Waffenstillstand von Moskau hatte Finnland Petsamo an die Sowjetunion abtreten müssen. Die dort ansässigen Skoltsamen wurden evakuiert und nach dem Krieg in Inari angesiedelt. Im Pariser Frieden von 1947 verkaufte Finnland, um sowjetische Reparationsforderungen begleichen zu können, zusätzlich das Gebiet von Jäniskoski-Niskakoski an die Sowjetunion. Dieses 176 km² große Areal im Osten von Inari war nahezu unbewohnt, war aber für die Sowjetunion wegen des dort befindlichen Wasserkraftwerks am Paatsjoki-Fluss von Interesse.

## Bevölkerung

### Bevölkerungsentwicklung und -struktur
Inari hat derzeit knapp 7000 Einwohner. Anfang der 1990er Jahre hatte die Einwohnerzahl noch über 7800 betragen. Weil aber das strukturschwache Lappland von der finnischen Wirtschaftskrise schwerer getroffen wurde als der Süden des Landes, setzte ab der Mitte des Jahrzehnts eine Abwanderungswelle in die Wachstumszentren des Südens ein. So verringerte sich auch in Inari die Einwohnerzahl der Gemeinde zwischen 1996 und 2006 um zehn Prozent. 15,5 % der Einwohner Inaris sind jünger als 15 Jahre, 69,1 % zwischen 15 und 64 Jahre alt und 15,4 % älter als 64 Jahre.
| Jahr      | 1980 | 1985 | 1990 | 1995 | 1996 | 1997 | 1998 | 1999 | 2000 | 2001 | 2002 | 2003 | 2004 | 2005 | 2006 |
| Einwohner | 6900 | 7219 | 7559 | 7851 | 7783 | 7719 | 7555 | 7452 | 7360 | 7268 | 7217 | 7153 | 7084 | 7043 | 6986 |

### Sprachen und Ethnien
Inari gehört zum Siedlungsgebiet des indigenen Volks der Samen. Als Folge von Zuwanderung und Assimilation besteht die Mehrheit der Gemeindebevölkerung heute aus ethnischen Finnen, nach wie vor sind aber 30 Prozent der Einwohner Inaris, etwa 2200 Menschen, ethnische Samen. Allerdings sprechen nur ca. 400 von ihnen, also knapp 6 Prozent der Gemeindebevölkerung, Samisch als Muttersprache. Die Samen Inaris teilen sich in drei Gruppen, die sich sprachlich und kulturell nicht nur von der finnischen Mehrheitsbevölkerung, sondern auch untereinander unterscheiden. Nordsamisch, die größte samische Sprache, ist in Inari ebenso wie in den übrigen samischen Gebieten Finnlands und Teilen Norwegens und Schwedens verbreitet. Die Inarisamen siedeln dagegen nur im Gebiet von Inari. Ihre Sprache, das Inarisamische, hat nur noch wenige hundert Sprecher. Die zahlenmäßig ebenfalls kleine Gruppe der Skoltsamen wurde nach dem Zweiten Weltkrieg aus dem Gebiet von Petsamo (Petschenga) evakuiert und im Gemeindegebiet von Inari in den Dörfern Sevettijärvi und Nellim angesiedelt. Außer in Inari wird das Skoltsamische noch von einigen wenigen Menschen in Russland gesprochen.
Inari gehört zum gesetzlich festgelegten „Heimatgebiet“ (kotiseutualue) der Samen in Finnland. Alle drei samischen Sprachen haben in der Gemeinde einen offiziellen Status und dürfen im Umgang mit den Behörden verwendet werden. Damit ist Inari die einzige viersprachige Gemeinde Finnlands. Das Sajos-Kulturzentrum ist Sitz des finnischen Samethings, der parlamentarischen Vertretung der Samen Finnlands.

### Religionen

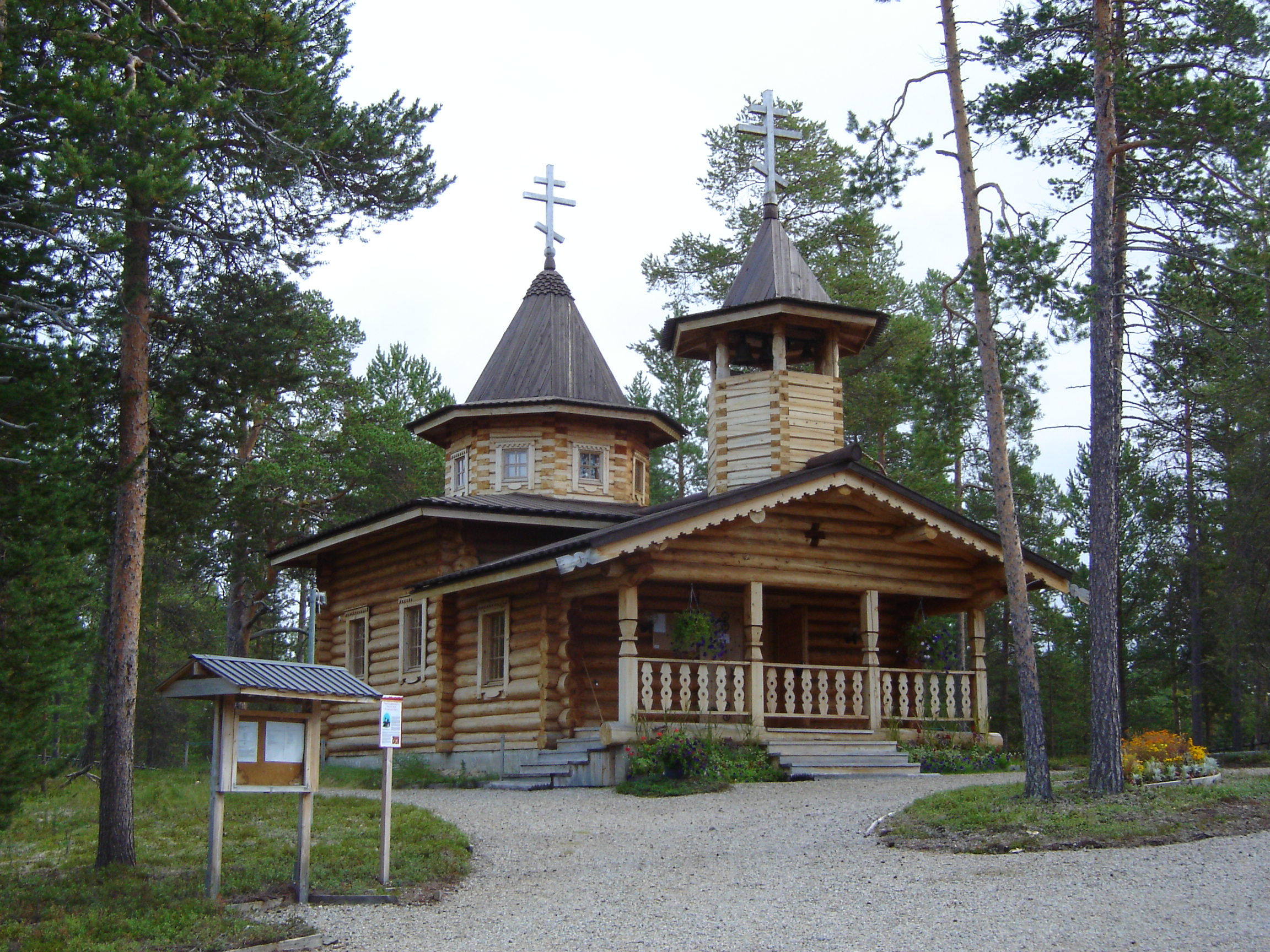
Orthodoxe Kirche in Nellim

Die Mehrzahl der Einwohner Inaris gehört der evangelisch-lutherischen Kirche an. Die Kirchengemeinde Inari wurde 1881 gegründet und hat 5500 Mitglieder. Sie verfügt über vier Gotteshäuser im Gemeindegebiet: Die 1966 erbaute Hauptkirche in Ivalo, die samische Kirche in Inari (1951), die alte Einödkirche von Pielpajärvi (1760) und eine Kapelle im Wintersportort Saariselkä (1996). Seit den 1870er Jahren ist in Inari wie in ganz Lappland der Laestadianismus vertreten. Diese Erweckungsbewegung wirkt zwar innerhalb der evangelisch-lutherischen Kirche und somit auch unter dem Dach der evangelischen Kirchengemeinde Inari, organisiert aber auch eigene Andachten, Bibelkreise und Jugendgruppen. Die Laestadianer Inaris sind in zwei „Friedensvereinen“ (rauhanyhdistys), dem Friedensverein von Ivalo und dem altlaestadianischen Friedensverein von Ivalonlaakso, organisiert.
Die Skoltsamen sind orthodoxen Glaubens. In Inari gibt es drei orthodoxe Kirchen: eine in Ivalo, eine in Nellim und eine in Sevettijärvi. Alle drei unterstehen der orthodoxen Kirchengemeinde Lappland mit Sitz in Rovaniemi.

## Politik

### Verwaltung
Wie allgemein in den ländlichen Gegenden Finnlands ist auch in Inari die Zentrumspartei die stärkste politische Kraft. Bei den Kommunalwahlen 2021 erhielt sie ein gutes Viertel, noch bei der Parlamentswahl 2007 sogar über die Hälfte der Stimmen. Im Gemeinderat, der höchsten Entscheidungsinstanz bei lokalen Angelegenheiten, stellt sie sieben von 27 Abgeordneten. Die zweitstärkste Fraktion stellt die Nationale Sammlungspartei mit ebenfalls sieben Abgeordneten. Die Sozialdemokraten und die Perussuomalaiset, deutsch Basisfinnen, die landesweit zu den großen Parteien zählen, spielen in Inari mit vier bzw. drei Sitzen im Gemeinderat eine eher untergeordnete Rolle. Das Linksbündnis ist ebenso wie der Grüne Bund mit zwei Sitzen im Gemeinderat vertreten. Außerdem entsenden die Schwedische Volkspartei und die Christdemokraten je einen Abgeordneten. Die Wahlbeteiligung war mit 57,4 % überdurchschnittlich. 
| Partei                    | Wahlergebnis 2021 | Sitze |
| ------------------------- | ----------------- | ----- |
| Zentrumspartei            | 26,5 %            | 7     |
| Nationale Sammlungspartei | 25,6 %            | 7     |
| Sozialdemokraten          | 14,6 %            | 4     |
| Perussuomalaiset          | 12,6 %            | 3     |
| Linksbündnis              | 09,1 %            | 2     |
| Grüner Bund               | 08,6 %            | 2     |
| Schwedische Volkspartei   | 01,8 %            | 1     |
| Christdemokraten          | 01,6 %            | 1     |
|                           |                   | 27    |

### Wappen
Das Wappen von Inari wurde 1955 von Ahti Hammar entworfen. Es zeigt im schwarzen Feld eine silberne Maräne mit einem goldenen Rentiergeweih.

### Städtepartnerschaften
Inari unterhält Städtepartnerschaften mit der norwegischen Nachbarkommune Sør-Varanger und der Stadt Kola in Russland.

## Wirtschaft und Infrastruktur

### Wirtschaft
Die Wirtschaftsstruktur Inaris zeigt einen starken Anteil des Dienstleistungssektors: 79 % der erwerbstätigen Bevölkerung sind im Tertiärsektor beschäftigt, davon 40 % im öffentlichen Dienst. 10 % der Einwohner arbeiten in der Land- und Forstwirtschaft. Der Industriesektor spielt mit drei Prozent der Beschäftigten eine gänzlich untergeordnete Rolle. Die größten individuellen Arbeitgeber von Inari sind die Gemeinde, der finnische Grenzschutz und die staatliche Forstbehörde. Die Arbeitslosenquote ist wie allgemein in Lappland mit 17,8 % (2005) hoch.

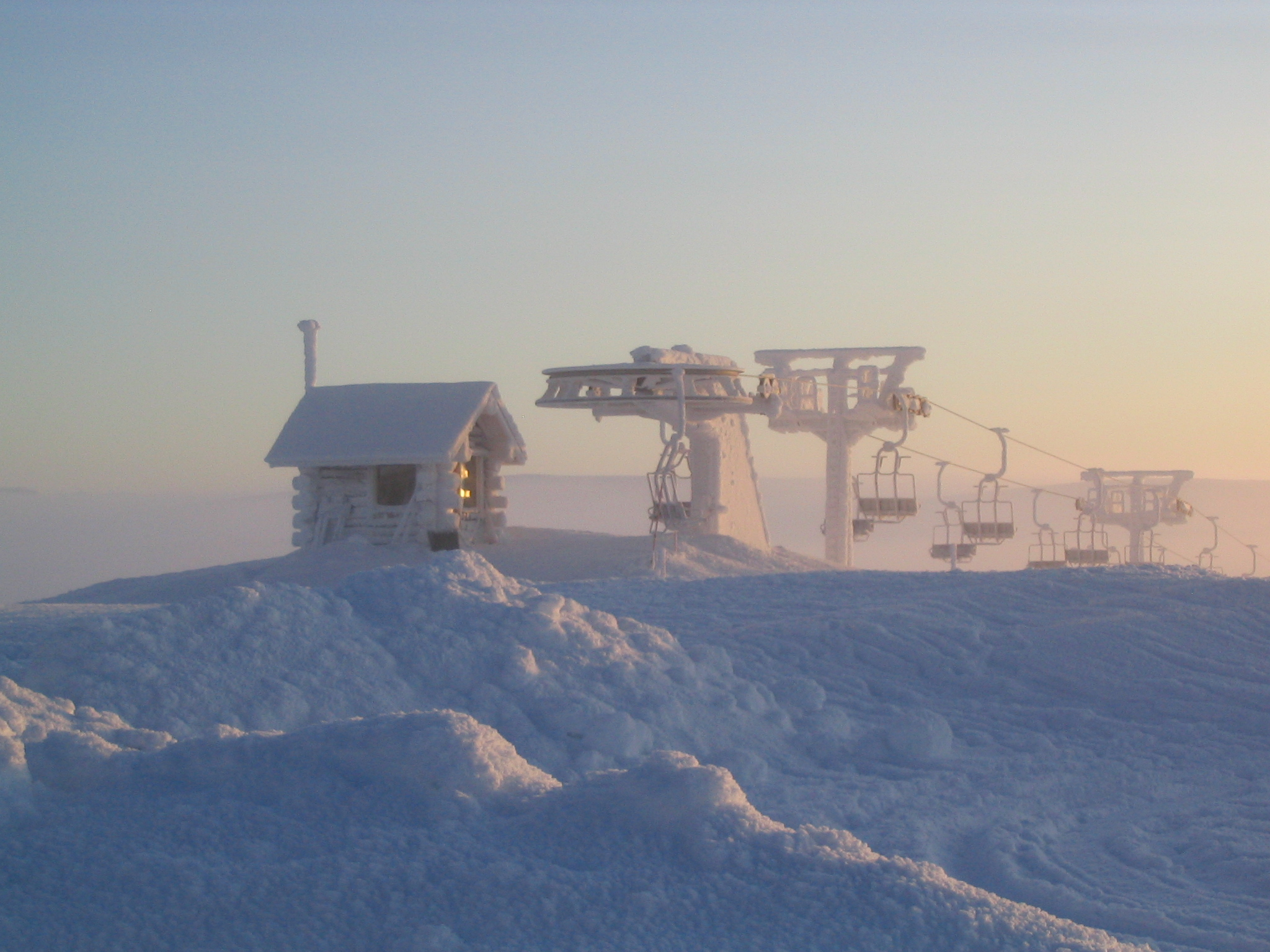
Skilift auf dem Gipfel des Kaunispää

Der wichtigste Wirtschaftszweig Inaris ist der Tourismus. In der Gemeinde gibt es rund 13.500 Bettenplätze, davon ca. 10.600 im Ferienzentrum Saariselkä. Jährlich werden rund 375.000 Übernachtungen registriert. Die Einnahmen aus dem Tourismus belaufen sich auf 70,1 Millionen Euro. Der Wintersportort Saariselkä befindet sich im Süden des Gemeindegebiets am Fuß der Fjells Kaunispää und Iisakkipää. Mit über 240.000 Übernachtungen pro Jahr ist Saariselkä das größte Ferienzentrum Finnisch-Lapplands. Über 40 % der Besucher kommen aus dem Ausland. Die mit Abstand größte Gruppe bilden dabei die Deutschen gefolgt von Briten, Norwegern, Japanern und Franzosen.
Da Saariselkä neben den Skifahrern in Winter dank des nahegelegenen Nationalparks Urho-Kekkonen auch viele Naturtouristen im Sommer und Herbst anzieht, ist die Saisonalität weniger stark ausgeprägt als in vielen anderen Touristenzentren Lapplands: Die Hauptsaison ist die Skisaison im März und April mit jeweils knapp 34.000 Übernachtungen, aber auch im Juli und September werden jeweils rund 25.000 Übernachtungen registriert. Viele Lappland-Touristen kommen auch am Flughafen Ivalo an oder legen auf der Fahrt zum Nordkap eine Zwischenstation in Inari ein.
Die traditionell wichtigsten Erwerbszweige Inaris sind die Rentierzucht und Forstwirtschaft. 600 der rund 7000 Einwohner Inaris besitzen Rentiere. Insgesamt leben in der Gemeinde 38.000 halbdomestizierte Rentiere. In letzter Zeit ist es zu größeren Streitigkeiten zwischen den Rentierbesitzern und den Forstwirtschaftskonzernen gekommen, da auch in den unberührten Urwäldern, die von den Rentieren als Winterweide genutzt werden, Holz geschlagen wird. Im Frühjahr 2005 intervenierte die Umweltschutzorganisation Greenpeace in den Konflikt und errichtete ein Camp in Inari.

### Verkehr

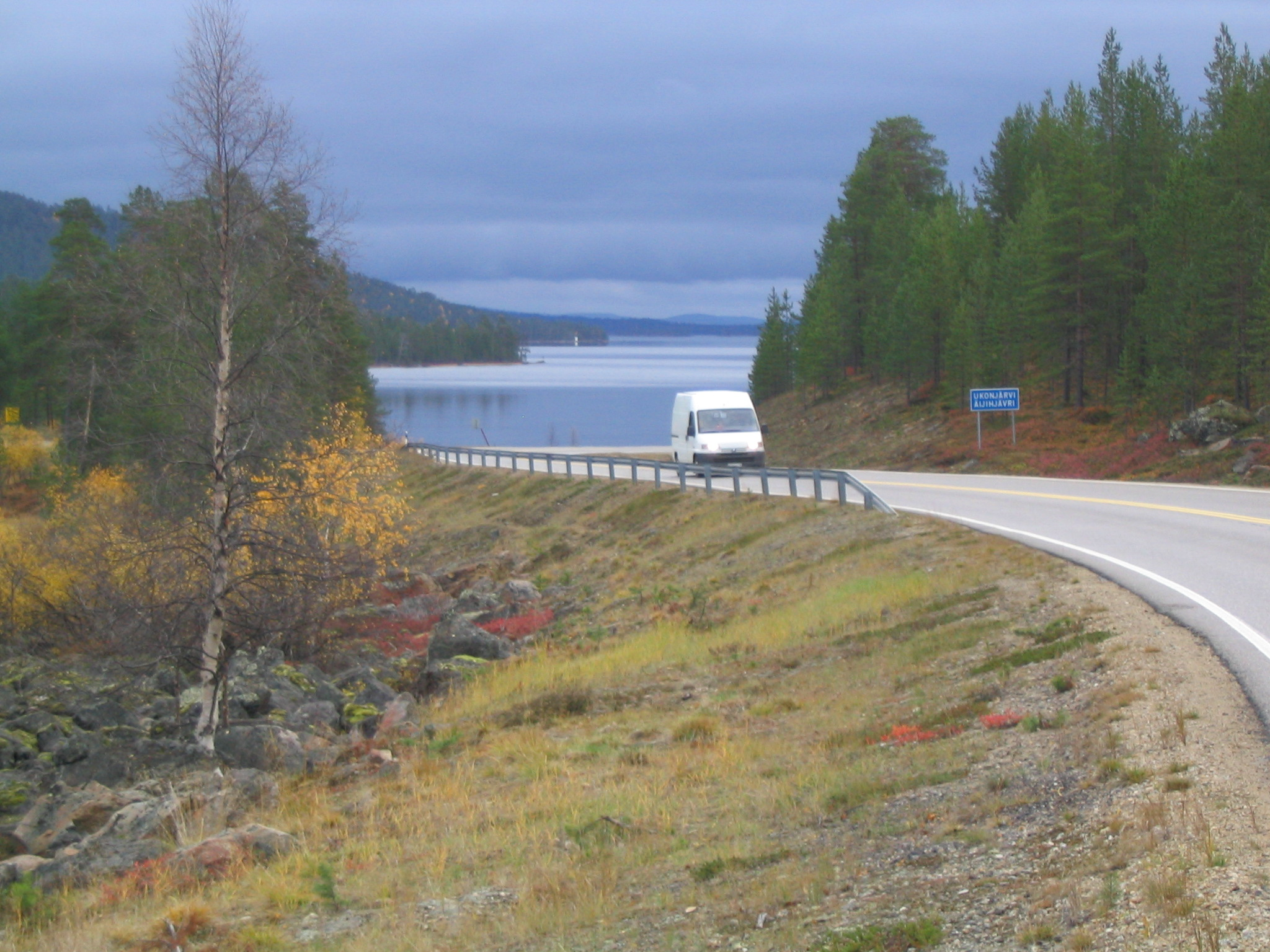
Die Staatsstraße 4 rund 20 km nördlich von Ivalo

Wegen der geringen Bevölkerungsdichte sind weite Flächen in Inari weglos, sämtliche Siedlungen sind aber an das Straßennetz angeschlossen. Die wichtigste Verkehrsader ist die Staatsstraße 4, die über Sodankylä aus Südfinnland kommend in Nord-Süd-Richtung über Saariselkä, Ivalo, Inari und Kaamanen nach Utsjoki und weiter zur norwegischen Grenze führt. Ferner durchqueren zwei Hauptstraßen das Gemeindegebiet: Die Hauptstraße 91 führt von Ivalo zur russischen Grenze. Die Hauptstraße 92 beginnt bei Kaamanen und führt zum Dorf Karigasniemi in der Gemeinde Utsjoki, wo sich ein Grenzübergang nach Norwegen befindet. In Inari gibt es zwei Grenzübergangsstellen: Bei Raja-Jooseppi kann die Grenze nach Russland, bei Näätämö nach Norwegen überquert werden.

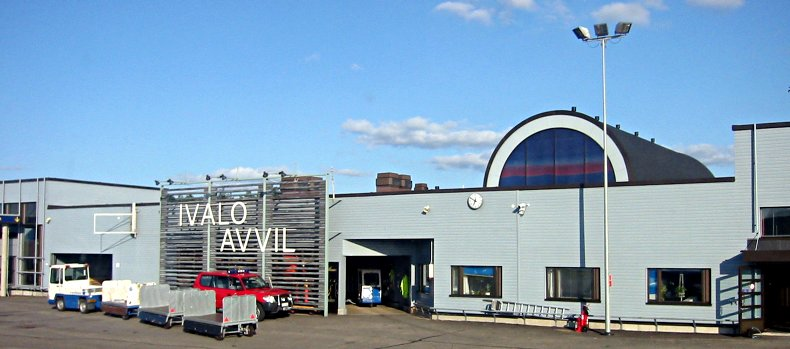
Terminal des Flughafens Ivalo

Mit dem Flughafen Ivalo verfügt Inari über den nördlichsten Flughafen Finnlands. Er befindet sich 11 km südwestlich von Ivalo und 25 km nördlich von Saariselkä. Der Flughafen wurde 1943 von der deutschen Wehrmacht erbaut, aber 1945 bei ihrem Rückzug im Lapplandkrieg wieder zerstört. Nach dem Krieg wurde er wieder instand gesetzt und 1955 eröffnet. Heute bietet die finnische Fluggesellschaft Finnair zweimal täglich Direktflüge zwischen Helsinki-Vantaa und Ivalo an. Daneben steuern während der Touristensaison im Winter zahlreiche Charterflüge den Flughafen an. Im Jahr 2007 wurden in Ivalo 145.870 Fluggäste verzeichnet.
An das Eisenbahnnetz ist die Gemeinde trotz des Filmes Zugvögel … Einmal nach Inari nicht angeschlossen. Die nächsten Bahnhöfe befinden sich in Kemijärvi rund 270 Kilometer südlich und in Kolari 258 Kilometer südwestlich. Autoreisezugverkehr besteht zum Bahnhof in Rovaniemi etwa 290 km südlich.
Inari ist an Europas längsten offiziellen Fernradweg angeschlossen, den Iron Curtain Trail, welcher mit Mitteln der EU ausgebaut entlang des ehemaligen Eisernen Vorhangs bis zum Schwarzen Meer verläuft.

### Bildung und Soziales
Die geringe Bevölkerungsdichte der Gemeinde stellt das Bildungswesen, wie auch die übrige öffentliche Infrastruktur, vor Probleme. Die Schüler Inaris müssen teils sehr lange Schulwege in Kauf nehmen. In der Gemeinde gibt es vier Grundschulen: Eine in Ivalo, eine in Inari, eine in Sevettijärvi und eine in Törmänen. Ein Gymnasium gibt es nur in Ivalo. Den samischen Schülern wird Unterricht auf Nord-, Inari- und Skoltsamisch angeboten. Daneben unterhält die Gemeinde Inari eine Volkshochschule. Die Bibliothek der Gemeinde hat neben ihrer Hauptpräsenz in Ivalo noch eine Zweigstelle in Inari. Die abgelegenen Gebiete werden mit einer fahrenden Bibliothek versorgt.
In Inari gibt es vier staatliche Gesundheitszentren, eines in Ivalo, eines in Inari, eines in Nellim und eines in Sevettijärvi.

## Kultur und Sehenswürdigkeiten

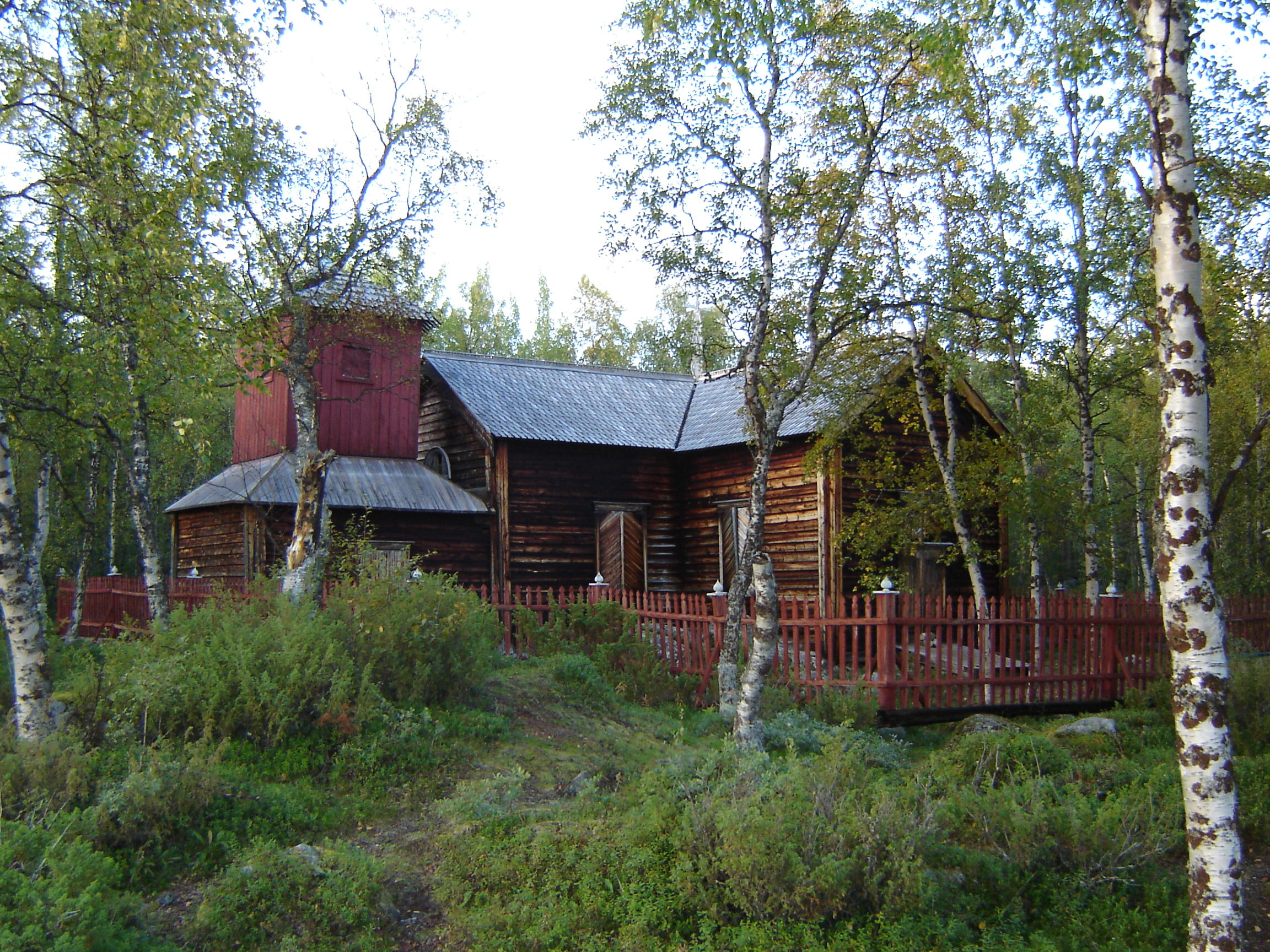
Die Einödkirche von Pielpajärvi

Die Hauptsehenswürdigkeit Inaris dürfte die Natur der Gemeinde sein. Vor allem die Nationalparks Lemmenjoki und Urho Kekkonen ziehen mit ihren Wanderpfaden zahlreiche Naturtouristen an. Zu den wenigen Bauwerken von kulturgeschichtlichem Interesse gehört die Einödkirche von Pielpajärvi. Sie befindet sich nahe dem Ort Inari und ist nur über einen etwa 4,5 km langen Wanderweg erreichbar. Die hölzerne Kreuzkirche wurde 1754 bis 1760 unter Leitung des Baumeisters Anders Abrahamsson Hellander an der Stelle eines verfallenen Vorgängerbaus aus dem Jahr 1646 als Kirche der Kapellengemeinde Inari errichtet. Der freistehende Kirchturm folgte fünf Jahre später. Neben der Einödkirche von Pielpajärvi ebenfalls denkmalgeschützt sind ein Goldgräbercamp aus den Zeiten des lappischen Goldrauschs im 19. Jahrhundert am Ivalojoki-Fluss, die Ensembles der samischen Dörfer Angeli, Lisma und Nellim, zwei historische Rentierscheideplätze in Petsikkotunturi und Sallivaara, das Haus, das der als Raja-Jooseppi bekannte Eremit Josef Salli 1914 im Grenzgebiet zu Russland erbaute, sowie die Insel Ukonsaari. Die felsige Insel auf dem Inarijärvi war wegen ihrer markanten Form den Samen in vorchristlicher Zeit heilig und wurde als Opferplatz genutzt.

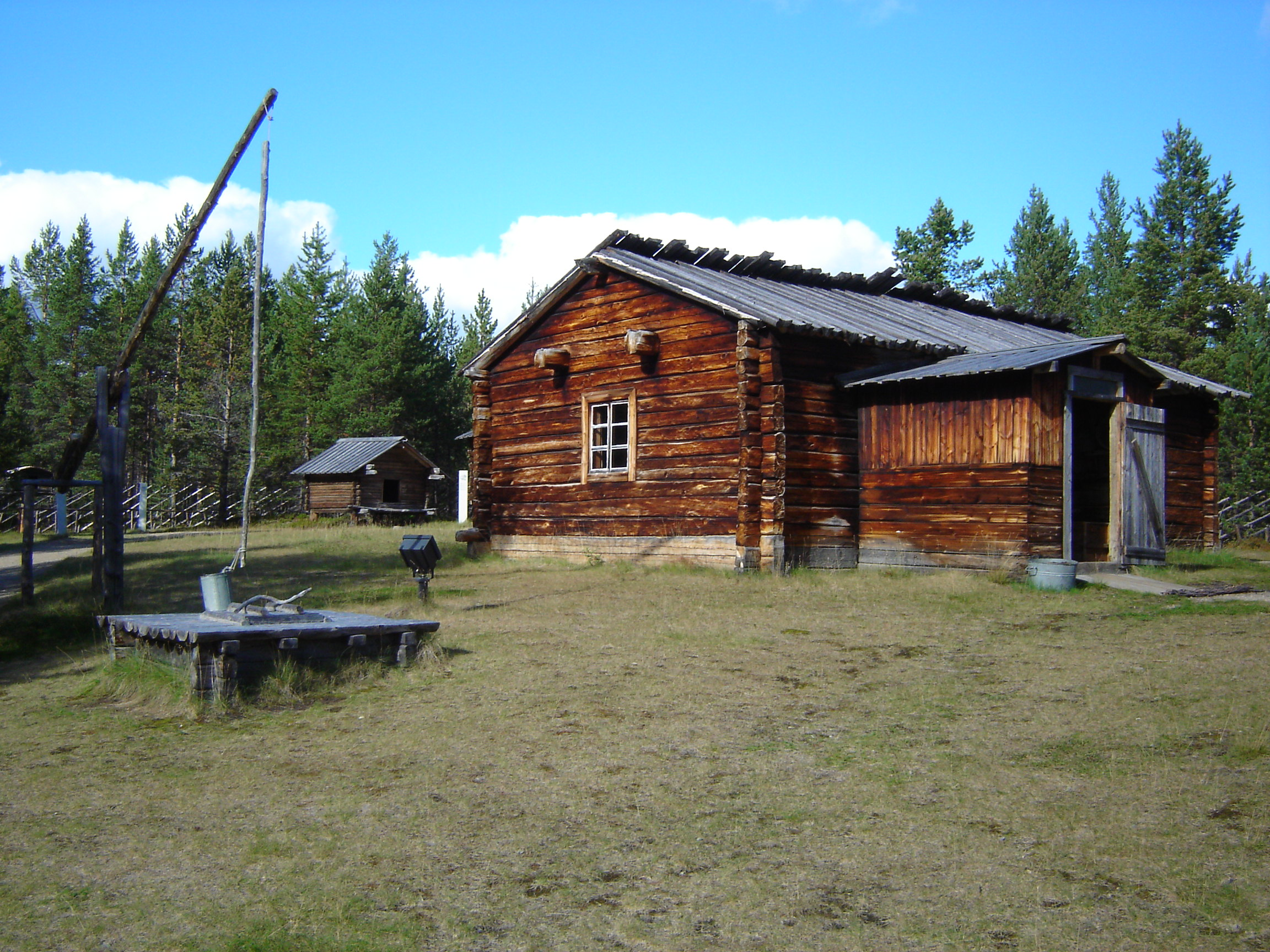
Historisches Bauernhaus im Freilichtmuseum Siida

Inari ist ein Zentrum der samischen Kultur Finnlands. Im Ort Inari befinden sich das finnische Samething und das 1962 gegründete Sami-Museum Siida, das die Kultur und Geschichte der Samen sowie die Natur Nordlapplands vorstellt. Zu dem Komplex gehören eine Dauerausstellung und wechselnde Ausstellungen des Sami-Museums, das Naturzentrum Nordlapplands sowie ein Freiluftmuseum mit verschiedenen historischen samischen Wohnbauten (Koten) bis hin zu Bauernhäusern. Der samischsprachige Sender YLE Radio Sámi der öffentlich-rechtlichen finnischen Rundfunkanstalt Yleisradio sendet aus Inari. Aus dem Dorf Angeli stammt das international erfolgreiche samische Folk-Duo Angelit. Ein weiterer samischer Musiker aus Inari ist der Rap-Artist Amoc, der Hip-Hop auf Inarisamisch produziert.